# Jean Jannoray
Jean Jannoray, né à Louhans le 1er décembre 1909 et mort près de Poznań le 15 octobre 1958, est un archéologue français.

## Biographie
Membre de l'École française d'Athènes, Jean Jannoray fouille à Delphes et en Phocide et dirige avec Henri Van Effenterre et Leopold Dor, les travaux de Krisa et Kirrha où sont exhumés un habitat et des tombes de l'Helladique et du mycénien.
Directeur de la XIe région archéologique (Languedoc-Roussillon (1942), il poursuit les fouilles  de l'oppidum d'Ensérune (débutées par Félix Mouret et Louis Sigal, poursuivies par Joseph Giry) et leur consacre sa thèse de doctorat (soutenue en 1952, publiée en 1955) : Ensérune, Contribution à l'étude des civilisations pré-romaines de la Gaule méridionale.
Rédacteur des chroniques de la revue Gallia, il venait d'être nommé suppléant à la chaire d'histoire grecque de la Faculté des lettres de Paris lorsqu'il trouve la mort à la suite d'un accident de voiture lors du retour d'un congrès en Pologne.

## Publications
- Premières recherches sur l'acropole de Krisa (Phocide, avec L. Lerat, Revue archéologique, II, 1936, p. 129-145
- Krisa, Kirrha et la Première Guerre sacrée, Bulletin de correspondance hellénique, 1937, p. 33-43
- Les fouilles d'Ensérune et la civilisation pré-romaine du Midi de la France, Rivista di Studi Liguri, 1948, p. 85-103
- Fouilles de Delphes. Le Gymnase de Delphes. Étude architecturale, E. de Boccard éditeur, Paris, 1953 (lire en ligne)
- Ensérune, Contribution à l'étude des civilisations pré-romaines de la Gaule méridionale, Ed. de Broccard, 1955